# Медлок, Марк
Марк Леон Медлок (нем. Mark Leon Medlock) (род. 9 июля 1978 г. во Франкфурте-на-Майне) — немецкий поп-певец. Стал известным после победы в четвёртом сезоне шоу Deutschland sucht den Superstar (немецкий аналог «Фабрики звёзд») на канале RTL в 2007 году. До сегодняшнего момента является самым популярным и успешным исполнителем из всех выпускников проекта.

## Личная жизнь
Марк родился в 1978 году во Франкфурте-на-Майне в семье афроамериканца и его немецкой супруги. Певческий талант Марка был замечен в 6-летнем возрасте его отцом.
Из-за тяжёлой болезни своей матери раком Марк вынужден был бросить школу, чтобы ухаживать за ней. Мать Марка умерла в 2000 году. Через два года в 2002 году умер отец Марка от сердечного приступа. Медлок впал в депрессию, влез в долги. Он переработал в различных местах, побывал санитаром в больнице и в доме престарелых, садовником, рабочим на кухне в гостинице и даже рабочим по забору мусорных контейнеров.
Певец не скрывает своей гомосексуальности. Согласно словам певца, он осознал свою гомосексуальность ещё в восьмилетнем возрасте. С 2001 по 2004 годы он состоял в гражданском партнёрстве.
Своим хобби наряду с пением Марк считает абстрактное рисование.

## Карьера

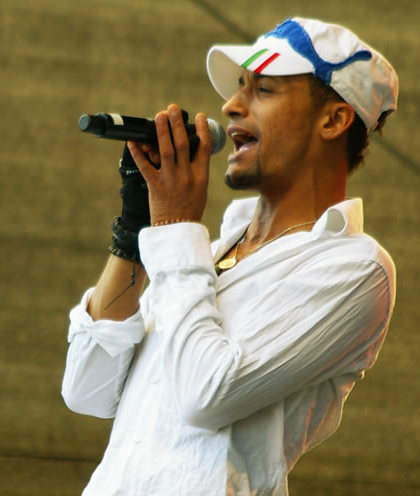
Выступление в Вене, 2008

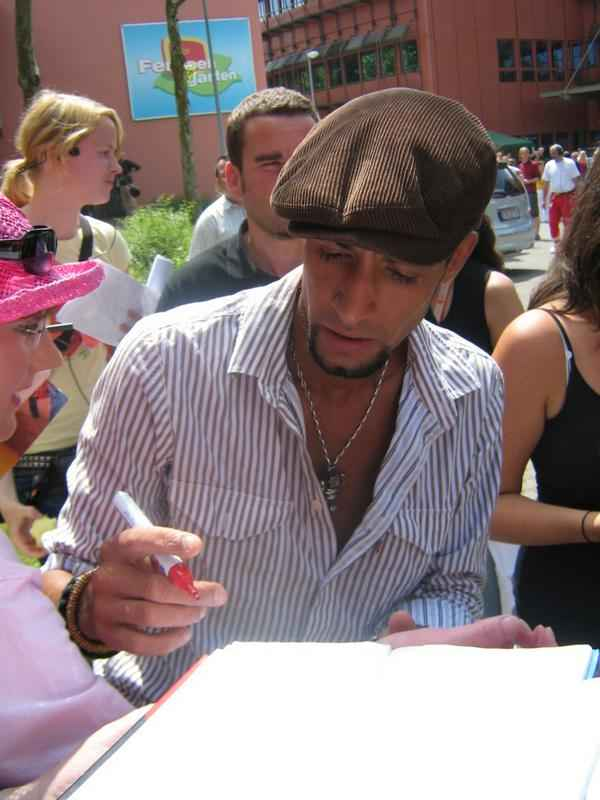
Раздача автографов, 2008

В сентябре 2006 года Марк принял участие в кастинге на шоу Deutschland sucht den Superstar на канале RTL, был принят, дошёл до финала, который состоялся 5 мая 2007 года. На финальном шоу Марк исполнил песню Now Or Never, написанную специально для него Дитером Боленом, являвшемся музыкальным продюсером проекта. С этой песней Марк набрал 78,02 процентов голосов, став победителем 4 сезона проекта.
Песня Now Or Never была выпущена синглом 11 мая 2007 года и разошлась тиражом более 160 000 экземпляров. Сингл занял вершину немецких хит-парадов. Вслед за синглом 15 июня 2007 года вышел первый полноценный альбом Медлока Mr. Lonely. Дитер Болен планировал вместе с Медлоком «возродить» Modern Talking.
После победы в шоу Медлок вместе со своими тремя кошками переезжает в Берлин.
Летом 2007 года Марк начал запись песен для своего второго альбома под руководством своего продюсера Дитера Болена. Альбом Dreamcatcher вышел 9 ноября 2007 года и получил платиновый статус.
Осенью 2007 года вышла также автобиография Медлока, в которой певец описывает свой путь от получателя социального пособия для малоимущих до поп-звезды.
2 мая 2008 года вышел сингл Summer Love, продержавшийся в течение трёх недель на вершине немецких хит-парадов. Третий альбом певца Cloud Dancer вышел 30 мая 2008 года. В мае 2009 вышел четвёртый альбом Club Tropicana. Пятый альбом Rainbow’s End вышел 30 апреля 2010 года.
Все альбомы, которые написал Дитер Болен для Медлока занимали высокие позиции в чартах Германии, Австрии, Швейцарии.
21 октября 2011 года выходит шестой альбом Марка My World и первый без Дитера Болена. Альбом состоит из кавер-версий песен различных исполнителей.
25 января 2013 года состоялся релиз сингла Car Wash с нового альбома  Voices, выпуск которого всё время переносится. Этот альбом обещает стать последним в музыкальной карьере Марка Медлока.

## Дискография

### Альбомы
- 2007: Mr. Lonely
- 2007: Dreamcatcher (совместно с Д. Боленом)
- 2008: Cloud Dancer
- 2009: Club Tropicana
- 2010: Rainbow’s End
- 2011: My World

### Синглы
| Год  | Название                                                          | Наивысшая позиция в чартах   | Наивысшая позиция в чартах | Наивысшая позиция в чартах |
| Год  | Название                                                          | Media Control Charts Germany | Ö3 Austria Top 40          | Schweizer Hitparade        |
| ---- | ----------------------------------------------------------------- | ---------------------------- | -------------------------- | -------------------------- |
| 2007 | Now or Never Mr. Lonely                                           | 1                            | 1                          | 1                          |
| 2007 | You Can Get It (совместно с Д. Боленом) Mr. Lonely / Dreamcatcher | 1                            | 3                          | 3                          |
| 2007 | Unbelievable (совместно с Д. Боленом) Dreamcatcher                | 4                            | 19                         | 27                         |
| 2008 | Summer Love Cloud Dancer                                          | 1                            | 4                          | 14                         |
| 2009 | Mamacita Club Tropicana                                           | 2                            | 4                          | 17                         |
| 2009 | Baby Blue Club Tropicana (Re-Edition)                             | 4                            | 34                         | -                          |
| 2010 | Real Love Rainbow’s End                                           | 2                            | 13                         | 54                         |
| 2010 | Sweat (A La La La La Long) (совместно с Mehrzad Marashi)          | 2                            | 7                          | 16                         |
| 2010 | Maria Maria Rainbow’s End                                         | 24                           | -                          | -                          |

## Награды за продажи альбомов
| Золотой диск - Германия - 2008: сингл «Summer Love» - 2009: альбом «Club Tropicana» - 2009: сингл «Mamacita» - Австрия - 2007: сингл «Now or Never» - 2007: альбом «Mr. Lonely» - Швейцария - 2007: альбом «Mr. Lonely» | Платиновый диск - Германия - 2008: сингл «Now or Never» - 2008: альбом «Mr. Lonely» - 2008: сингл «You Can Get It» - 2008: альбом «Dreamcatcher» | \| Страна \| Золото \| Платина \| \| --------- \| ------ \| ------- \| \| Германия \| 3 \| 4 \| \| Австрия \| 2 \| 0 \| \| Швейцария \| 1 \| 0 \| \| всего: \| 6 \| 4 \| |
| Страна | Золото | Платина |
| Германия | 3 | 4 |
| Австрия | 2 | 0 |
| Швейцария | 1 | 0 |
| всего: | 6 | 4 |